# Operazione Paperclip

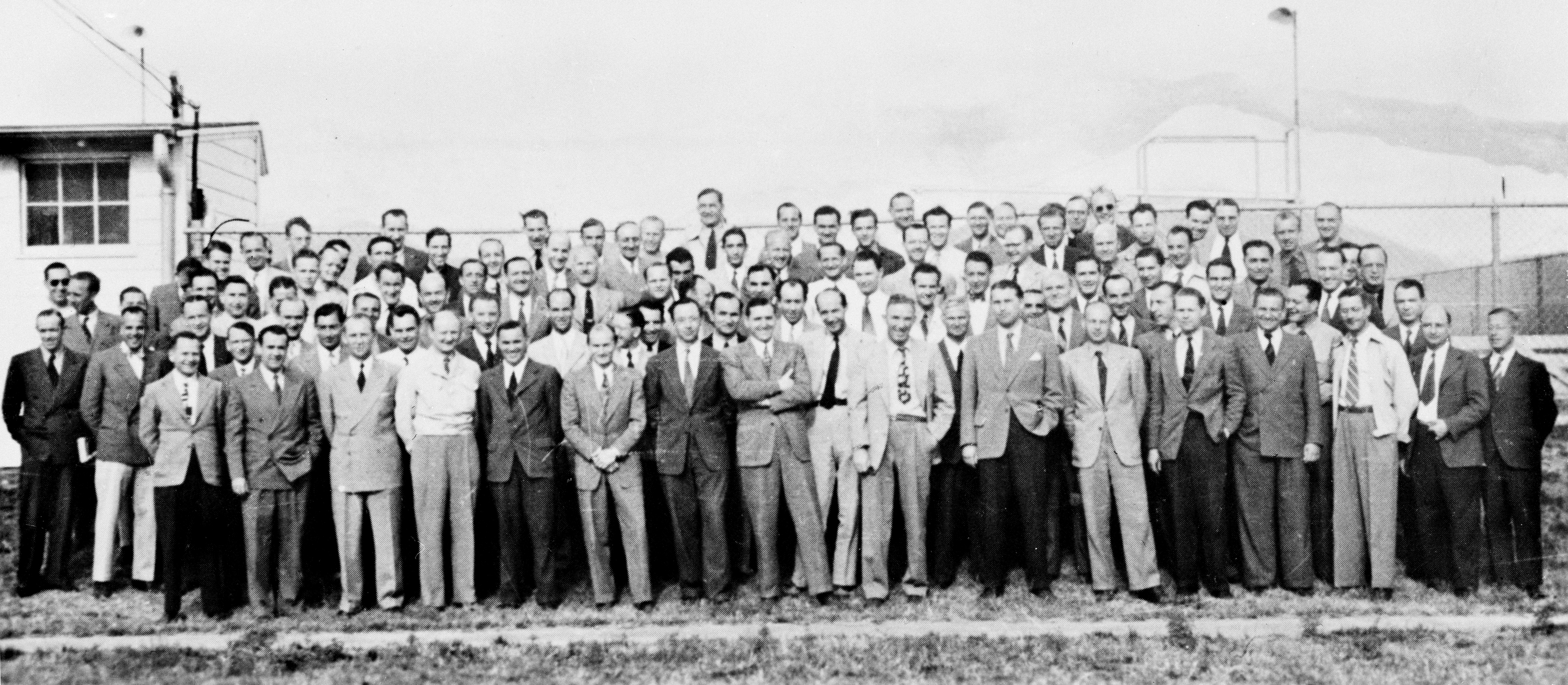
Fotografia ritraente gli scienziati partecipanti al progetto

L'operazione paperclip fu un programma segreto della Joint Intelligence Objectives Agency (JIOA) in collaborazione con l' 
Office of Strategic Services e il Counter Intelligence Corps. In questo progetto più di 1.600 scienziati, ingegneri e tecnici tedeschi, come Wernher von Braun e il suo team del missile V-2, furono deportati dalla Germania nazista negli Stati Uniti, affinché fossero assunti dal governo statunitense, principalmente tra il 1945 e il 1959. Alcuni erano ex-membri del Partito nazista, altri ex leader.
Il primo scopo dell'operazione fu di avvantaggiare l'esercito statunitense rispetto a quello sovietico nella guerra fredda e nella corsa allo spazio. L'Unione Sovietica rispose reclutando con la forza più di 2,200 specialisti tedeschi - un totale di più di 6.000 persone includendo le famiglie - attraverso l'Operazione Osoaviakhim durante la notte del 22 ottobre 1946.

## Storia

### L'operazione Overcast e le prime attività
Il Joint Chiefs of Staff (JCS) stabilì il primo programma segreto di reclutamento, chiamato operazione Overcast, nel 20 luglio, inizialmente "per aiutare a terminare la guerra giapponese e per risollevare la nostra ricerca militare nel dopoguerra". Il termine "Overcast" fu il nome inizialmente dato dalle famiglie degli scienziati tedeschi al campo residenziale dove erano tenuti in Baviera. Nella tarda estate del 1945, il JCS ordinò al JIOA, un sottocomitato della Joint Intelligence Community, di sorvegliare direttamente l'Operazione Overcast, poi Operazione Paperclip. Tra i rappresentanti del JIOA vi erano il direttore dell'esercito dell'intelligence, il comandante dell'intelligence navale, il co-capo dell'AirS Staff 2 (air force intelligence), e un rappresentante del Dipartimento di Stato.

### La ridenominazione e l'ampliamento delle attività
Nel novembre 1945, l'operazione Overcast fu rinominata operazione Paperclip dagli agenti degli Ordnance Corps (esercito statunitense), i quali attaccavano una graffetta (paperclip nell'inglese americano) alle cartelle di quegli esperti di razzi che desideravano assumere in America.
In una direttiva segreta circolata il 3 settembre 1946, il presidente Truman approvò ufficialmente l'Operazione Paperclip e la ingrandì per includere mille scienziati tedeschi sotto una "temporanea, limitata custodia militare".

### La lista di Osenberg
Nell'ultima parte della seconda guerra mondiale, la Germania nazista si trovò in una situazione di svantaggio logistico, avendo fallito nel conquistare l'URSS con l'operazione Barbarossa (giugno-dicembre 1941), l'assedio di Leningrado (settembre 1941 - gennaio 1944), l'operazione Nordlicht ("Luce del nord", agosto-ottobre 1942), e la battaglia di Stalingrado (luglio 1942 - febbraio 1943). La conquista fallita impoverì la Germania, e il suo complesso dell'industria militare non era preparato per difendere il Großgermanisches Reich Deutscher Nation ("Grande Reich germanico della nazione tedesca") dal controattacco sovietico. All'inizio del 1943, il governo tedesco iniziò a richiamare dalla guerra numerosi scienziati, ingegneri e tecnici; essi tornarono a lavorare nella ricerca e nello sviluppo perché sostenessero la difesa tedesca in una guerra protratta con l'Unione Sovietica. Il richiamo dalla prima linea della guerra incluse il ritorno di 4.000 missilisti a Peenemünde, nel nord-est costiero tedesco.
(Dieter K. Huzel, Peenemünde to Canaveral)
Il richiamo del governo nazista degli intellettuali per il lavoro scientifico richiese innanzitutto l'identificazione e la localizzazione degli scienziati, ingegneri e tecnici, in seguito l'accertamento dell'affidabilità politica e ideologica. Werner Osenberg, l'ingegnere e scienziato a capo del Wehrforschungsgemeinschaft (Associazione della Ricarica  Difensiva), registrò i nomi degli uomini politicamente dichiarati in una lista - detta poi "lista di Osenberg" , riportandoli così al lavoro scientifico.
Nel marzo 1945, nell'Università di Bonn, un tecnico di laboratorio polacco trovò pezzi della lista di Osenberg incastrati in un bagno; la lista raggiunse in seguito l'MI6 (Secret Intelligence Service, SIS), il quale la trasmise all'intelligence americana. Così il maggiore dell'esercito americano Robert B. Staver, capo della Jet Propulsion Section della Research and Intelligence Branch degli Ordnance Corps dell'esercito americano, sfruttò la Lista di Osenberg per compilare la sua lista degli scienziati tedeschi che dovevano essere catturati e interrogati; Wernher von Braun, missilista tedesco, era in cima alla lista del maggiore Staver.

## Gli scienziati reclutati
Tra gli scienziati protagonisti della vicenda figurarono Rudi Beichel, Otto Hirschler, Hermann H. Kurzweg, Gerhard Reisig,, Werner Rosinski, Wernher von Braun, Walter Dornberger, e Arthur Rudolph per quanto riguarda la missilistica; Alexander Lippisch, Hans Multhopp, Hans von Ohain, Kurt Tank, Rudolph Schriever, Einrich Richard Miethe, Ernst Steinhoff per l'aeronautica; Kurt Blome (che però contravveniva alla regola di Truman, avendo commesso crimini nazisti ed essendo imputato al processo ai dottori); Hans Hollmann per l'elettronica e Reinhard Gehlen per i servizi di intelligence (anche lui, ex nazista e generalmajor della Wehrmacht).
Per quanto riguarda il settore della medicina, armi biologiche e chimiche, Hans Antmann, Kurt Blome, Erich Traub, Walter Schreiber e Hubertus Strughold.